# 阿列克谢·利济切夫
阿列克谢·德米特里耶维奇·利济切夫（俄语：Алексей Дмитриевич Лизичев，1928年6月22日—2006年10月11日）苏联陆军大将，总政治部主任。

## 生平
1928年生。列宁格勒州人。曾在西伯利亚当过工人。1946年参加苏军。1949年加入苏联共产党。1959年任驻波兰苏军政治部主任共青团工作助理，少校衔。1961年任列宁格勒军区政治部主任共青团工作助理。1962年任总政治部主任共青团工作助理。后调任莫斯科军区政治部第一副主任。1971年任驻德苏军政治部第一副主任，少将衔。后任驻匈苏军政治部第一副主任。1975年起任后贝加尔军区政治部主任，1976年晋升中将。1980年6月升任苏军总政治部副主任，同年晋升上将。1982年8月调任驻德苏军政治部主任。1985年7月接替叶皮谢夫担任苏军总政治部主任。
1986年5月19日抵达大马士革，先后会见叙利亚副总理兼国防部长穆斯塔法，及叙利亚总统阿萨德等。同年12月4日率领苏联陆海军政治工作者代表团访问朝鲜，与金日成举行会谈。
1990年7月13日，由于健康原因，利济切夫被解除职务，由总政治部第一副主任什利亚加上将接任。利济切夫被任命为国防部总监组成员。
1992年退役。2006年10月11日在莫斯科逝世，安葬于特罗耶库罗夫公墓。
获列宁勋章、红旗勋章、红星勋章、二级和三级在苏联武装力量中为祖国服务勋章，及捷克斯洛伐克友谊勋章等外国勋章奖章多枚。